# حصارتشة بايين (جرغلان)
حصارتشة بایین (بالفارسية: حصارچه پایین) هي قرية تقع في إيران في قسم جرغلان الريفي. يقدر عدد سكانها بـ 607 نسمة بحسب إحصاء 2016.